# Ricardo Sagastume
Ricardo Sagastume Morales (Ciudad de Guatemala, 27 de abril de 1958) es un abogado y político guatemalteco que se desempeñó brevemente como ministro de Economía del 22 de agosto al 29 de septiembre de 2015.

## Carrera política
Sagastume es egresado de la Universidad Francisco Marroquín. Ejerció como abogado y asesor jurídico en múltiples campos.
En mayo de 2011, Sagastume fue designado como precandidato presidencial del Frente de Convergencia Nacional (FCN) para participar en las elecciones programadas para el mes de septiembre. Posteriormente declinó su candidatura por no contar el partido con suficientes fondos para promover su campaña. Sagastume posteriormente se adhirió al partido Libertad Democrática Renovada (LIDER), con la finalidad de alcanzar una diputación, sin éxito.
En agosto de 2015, Sagastume fue nombrado ministro de Economía por el presidente Otto Pérez Molina. Su juramentación como ministro se llevó a cabo en medio de la crisis gubernamental causada por las manifestaciones que pedían la renuncia del entonces presidente por el «Caso de La Línea». Su nombramiento fue controvertido, ya que días antes, Sagastume había criticado fuertemente a Pérez Molina.
Pocos días después de su nombramiento, Otto Pérez Molina renunció a la presidencia y el entonces vicepresidente Alejandro Maldonado Aguirre le sucedió. Maldonado le pidió a todos los ministros que presentaran su renuncia. Sagastume fue relevado de su cargo a finales de septiembre, y fue sucedido por Jorge Méndez Herbruger, un antiguo aliado del ahora presidente Maldonado.
Fue postulado como candidato a la vicepresidencia por el partido Todos en las elecciones generales de 2019, siendo compañero de fórmula del también abogado Fredy Cabrera.
Para las elecciones generales de 2023, Sagastume fue elegido esta vez como el candidato presidencial de Todos, y eligió como compañero de fórmula a Guillermo González, excandidato a la vicepresidencia por el Partido Productividad y Trabajo (PPT) en 2019.